# Guahyba
A Guahyba Vinhos, refere-se a vinícola fundada por Luis Wulff em 2015 na cidade de Guaíba, Estado do Rio Grande do Sul. Ela produz o melhor vinho branco do Brasil feito com uma uva ibérica, a uva Alvarinho (trata-se do Revolução White Alvarinho 2020).
Mesmo sem qualquer vínculo com o vinho e nem mesmo uma propriedade onde teoricamente se consideraria o local ideal para cultivar vinhedos no Rio Grande do Sul, o empresário Luís Wulff resolveu dar um novo rumo à sua paixão e criou o Guahyba Estate Wines, um projeto desenvolvido com uvas dos campos de sua família na cidade de Guaíba, vizinha à capital Porto Alegre.
Ligado ao mundo do direito e da contabilidade, ele e sua esposa Daniele Leonhardt passaram a se entregar ao mundo do vinho há cerca de 10 anos e, em nome dessa paixão, rodaram o planeta visitando vinícolas. Em 2016, porém, decidiram cultivar vinhedos no “berço da Revolução Farroupilha” e a dedicação ao projeto não parece algo de um simples hobby.

“A gente mergulhou detalhadamente, pesquisando sobre porta-enxertos e microclima para ter um entendimento do terroir local e trazer tipos de uvas com uma boa adaptação”, conta Wulff, explicando que selecionaram variedades com cascas mais grossas, mais resistentes, para plantar dois hectares – que “tratamos como se fosse um jardim de flores”.